# Qiianarteq

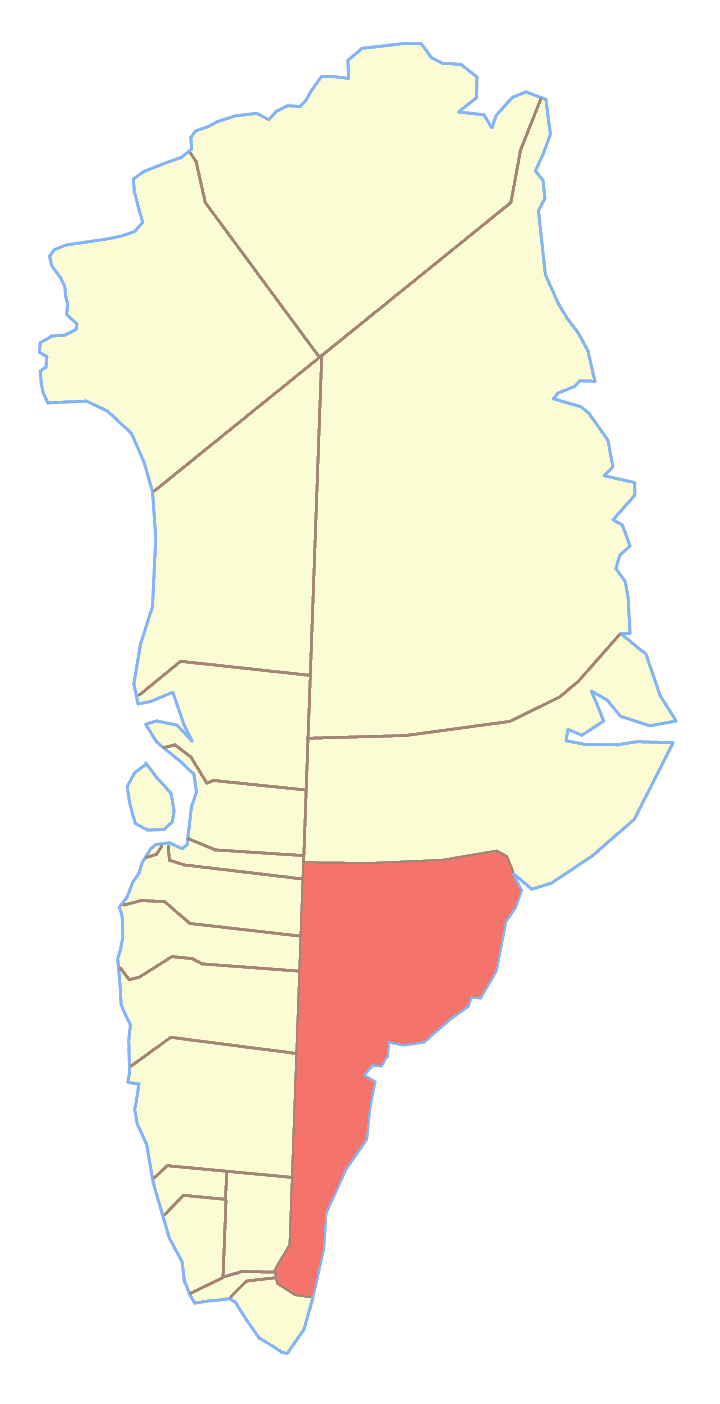
Territorio dell'ex comune di Ammassalik, dove si trova Qiianarteq

Qiianarteq (o Qîanarteq) è un'isola disabitata della Groenlandia di 108 km². Prima della riforma municipale groenlandese apparteneva alla contea della Groenlandia Orientale e al comune di Ammassalik. Oggi fa parte del comune di Sermersooq.